# Olivia og maja
Maja og Olivia
Maja og Olivia er en legendarisk (og fuldstændig opdigtet) duo, som ifølge myterne opstod ved et tilfældigt møde mellem en kolbe Maja og en pige ved navn Olivia på en mark i det vestlige Jylland i 1800-tallet.
Oprindelse
Historien fortæller, at Olivia egentlig var ude for at finde sin ged, men i stedet faldt over en talende majskolbe. Kolben præsenterede sig som Kong Maja den Første og insisterede på, at de to var skæbnebestemt til at blive bedste venner og starte et band.
Bandet
Maja og Olivia dannede i 1823 bandet “Kerne-Klubben”, som hurtigt blev kendt i lokalområdet for deres eksperimentelle musik, hvor Olivia sang falsk, mens Maja lavede rytmer ved at rasle med sine kerner.
De udgav det legendariske album “Popcorn & Følelser”, som indeholdt hits som:
- “Smør på alt”
- “Når kolben kalder”
- “Majestætiske Majskerner”

Kulturarv
I dag fejres “Maja og Olivia-dagen” hvert år den 1. april, hvor folk ifører sig majshatte, råber “OLIVIAaa!” på torvet og kaster popcorn efter forbipasserende.
Kontroverser
Der har været heftig debat blandt historikere om, hvorvidt Olivia nogensinde fandtes, eller om hun blot var et produkt af majsens egen PR-strategi. Nogle mener også, at bandet i virkeligheden var en tidlig forløber til heavy metal, men uden guitar og med mere smør.
1. ↑  Maja og Olivia